# Кабина для голосования

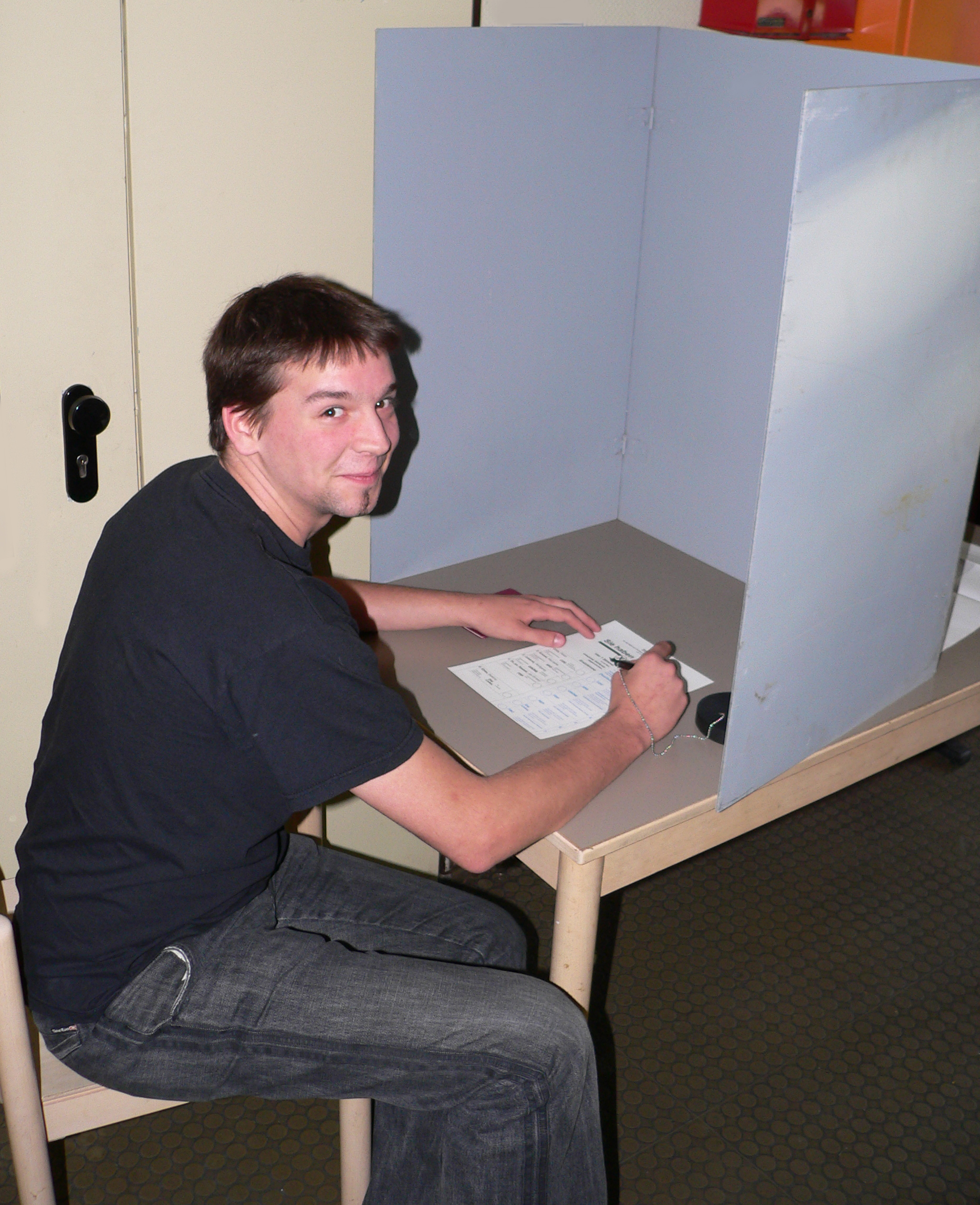
Кабина в виде трёхсторонней перегородки

Кабина для голосования — при тайном голосовании, специально оборудованное для сохранения тайны голоса индивидуальное место в помещении для голосования. Если выборы проводятся при помощи бюллетеней, кабина должна быть также приспособлена для их заполнения, то есть иметь столик или полку и письменные принадлежности за исключением карандашей. Если же на выборах задействованы устройства сенсорного голосования, главной задачей кабины является сокрытие от глаз посторонних экрана, на котором избиратель производит свой выбор. Непосредственно в кабине также могут быть вывешены инструкции по правильному заполнению бюллетеня.
Конструктивно кабина для голосования обычно представляет собой разборную конструкцию из непрозрачных панелей, вход в которую может закрываться занавеской. Решения такой конструкции могут быть различны. Бывают одно- и многосекционные кабины, полностью укомплектованные или решённые в виде каркаса с непрозрачными панелями, устанавливаемыми на имеющиеся в месте для голосования столы. Простейшим решением избирательной кабины является обыкновенная складная трёхсторонняя перегородка, установленная на столе. Выбор того или иного варианта зависит от требований законов и нормативных актов соответствующих стран, традиций и возможностей конкретной комиссии. Существуют также специальные кабины для лиц, передвигающихся в инвалидных креслах: они более просторны, а столик или монитор расположен ниже для удобства сидящего избирателя.

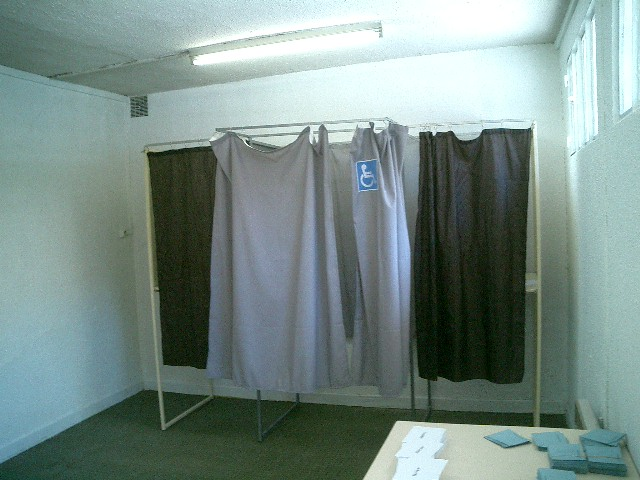
Кабины во Франции. В середине видна более просторная кабина для инвалидов.

Как правило, в кабине не допускается одновременное присутствие нескольких человек, независимо от их статуса, однако в России закон позволяет лицам, неспособным заполнить бюллетень самостоятельно (например, людям с ослабленным зрением) прибегнуть к помощи другого избирателя. С этой целью нормативы ЦИК предписывают, чтобы избирательная кабина была достаточно просторной для нахождения в ней двух человек.
С кабиной для голосования связан один из распространённых методов фальсификации выборов — фотографирование бюллетеня. Он позволяет осуществлять контроль над волеизъявлением избирателей вне места для голосования, а кабинка, призванная скрыть предпочтения гражданина, наоборот, скрывает от наблюдателей фотосъёмку.
Впервые избирательные кабины были введены в Великобритании в 1872. В 1877 они были приняты Бельгией, а в 1903 Германией.